# 杰桑·索南达杰
傑桑·索南達傑（藏語：བསོད་ནམས་དར་རྒྱས，威利转写：Bsod nams dar rgyas，1954年—1994年1月18日），青海省玉树州治多县索加乡人，藏族，中共党员，1974年毕业于青海民族学院。曾擔任青海省玉樹藏族自治州治多縣索加乡委书记，治多县委副書記。1992年推动成立了中共治多縣委西部工作委員會（简称“西部工委”）并担任书记，打击可可西里无人区内非法淘金和盗猎野生动物的违法活动，保护国家资源。1994年1月8日，索南达杰率领西部工委第十二次进入可可西里无人区巡查，十天后在押运武装盗猎藏羚羊的犯罪分子时中弹牺牲。1996年11月，国家环保局和林业部联合授予他“环保卫士”称号。2018年12月18日上午，在庆祝改革开放四十周年大会上，“可可西里和三江源生态环境保护的先驱”杰桑·索南达杰等100人被中共中央授予“改革先锋”称号。
1997年8月，民间环保人士出资修建了索南达杰烈士纪念碑。该碑立于可可西里保护区昆仑山口的青藏公路旁，海拔4700米。碑高5.8米，正面镶烈士遗像，背面用藏、汉两种文字记述索南达杰烈士生平事迹。后由于受到地基冻土层变化，2010年玉树地震等影响，碑身向南倾斜约25度，下沉约20厘米，护栏表面大理石贴面多处脱落，碑前石桌被人砸掉一角。2013年由青海玉树藏族自治州治多县和可可西里国家级自然保护区管理局共同出资重建，同年8月落成。

## 生平

### 工作生涯
1974年，杰桑·索南达杰从青海民族学院毕业後，放棄了国家翻译局和青海省民族出版社的工作机会，回到家鄉治多县，在县民族中学当老师，当时学校的师资力量不足，他擔任初中三个年级的藏语文、全校的体育课和初二年级的班主任，经常熬夜备课、批改作业。之后杰桑·索南达杰担任治多县文教局副局长，主持全县的教育工作。1987年，索南达杰出任治多县索加乡党委书记。1991年，经索南达杰积极争取，索加乡至县城公路列入以工代赈的工程，全长265公里的公路修通近百公里，实现季节性通车，这条公路修通之后，结束了索加乡长期与世隔绝的历史。
按行政区划，可可西里在青海的部分主体位于治多县西部，另有一小部分分别位于格尔木市的唐古拉山镇北部。但彼时治多县并无公路直接连通可可西里，要绕道北部的曲麻莱县才能到达可可西里。自1984年发现可可西里马兰山金矿直到1992年以前，每年都有五、六万人进入可可西里淘金，然而给这些金农发放采金证的却是距可可西里最近的格尔木市与稍远一点的曲玛莱县，往往同一片金矿会被两地政府分别发放采金证给不同的金农。20世纪80年代中后期到90年代，可可西里充斥着这种分肥式的无序采金，加之多数采金场使用人工土法采淘和溜槽选矿，资源浪费极为严重，自然环境遭严重破坏。1991年，索南达杰向治多县政府提交了《关于管理和开发可可西里的报告》，治多县按报告里的建议请示玉树州人民政府成立可可西里生态环境保护机构。1992年7月，经索南达杰多次向治多县委建议，县委拨款5万元启动资金成立了治多县委西部工作委员会，简称西部工委，由時任县委副书记的索南达杰任书记，主要任务为打击可可西里无人区内的非法采金活动，保护矿产资源，同时也试图通过开发金矿、银矿、盐矿等资源为治多县创造经济效益，因此西部工委还同时挂着“可可西里经济开发总公司”的牌子。当时格尔木市与曲玛莱县发放的大量采金证，甚至曲玛莱县也成立了一个西部工委，专门收费发证让金农采金，索南达杰告诉他们这里是治多县的版图，要求他们限期离开，但收效甚微，索南达杰感觉格尔木市和曲玛莱县很难将对资源的管控权移交给治多县，便于1993年给青海省林业厅写了报告，希望成立可可西里自然保护区。
90年代初，由于国际市场对印控克什米尔出产的以藏羚羊底绒为唯一原料的沙图什织品需求暴增，导致非法盗猎藏羚羊的利润开始逼近甚至超过采金，不少金农转行为盗猎分子，他们驾驶吉普车一路追踪藏羚羊并在夜间包围它们，用车头灯强光照射使其视觉消失而无法逃跑，大量藏羚羊惨遭屠杀。索南达杰曾感叹：“这里不是无人区，而是无法区。”于是，西部工委的工作重心逐渐从打击非法采矿向保护可可西里野生动物和自然环境转变：据索南达杰秘书哈希·扎西多杰回忆，最初进入可可西里时，索南达杰身上带着《工业矿产开发》；后来，他口袋里的书变成了《濒危物种名录》。在索南达杰的推动下，很快成立了可可西里林业派出所和“野生动物保护办公室”，后来又成立了“高山草场保护办公室”。为打击日益猖獗的非法盗猎，索南达杰依托西部工委组建了中国第一支武装反盗猎队伍，先后查获非法持枪盗猎团伙8个，收缴各类枪支25支、子弹万余发、各种车辆12台、藏羚羊皮1416张、沙狐皮200余张，没收非法采金费4万元，为遏制破坏生态环境违法行为、保护可可西里生态环境。

### 殉職及安葬

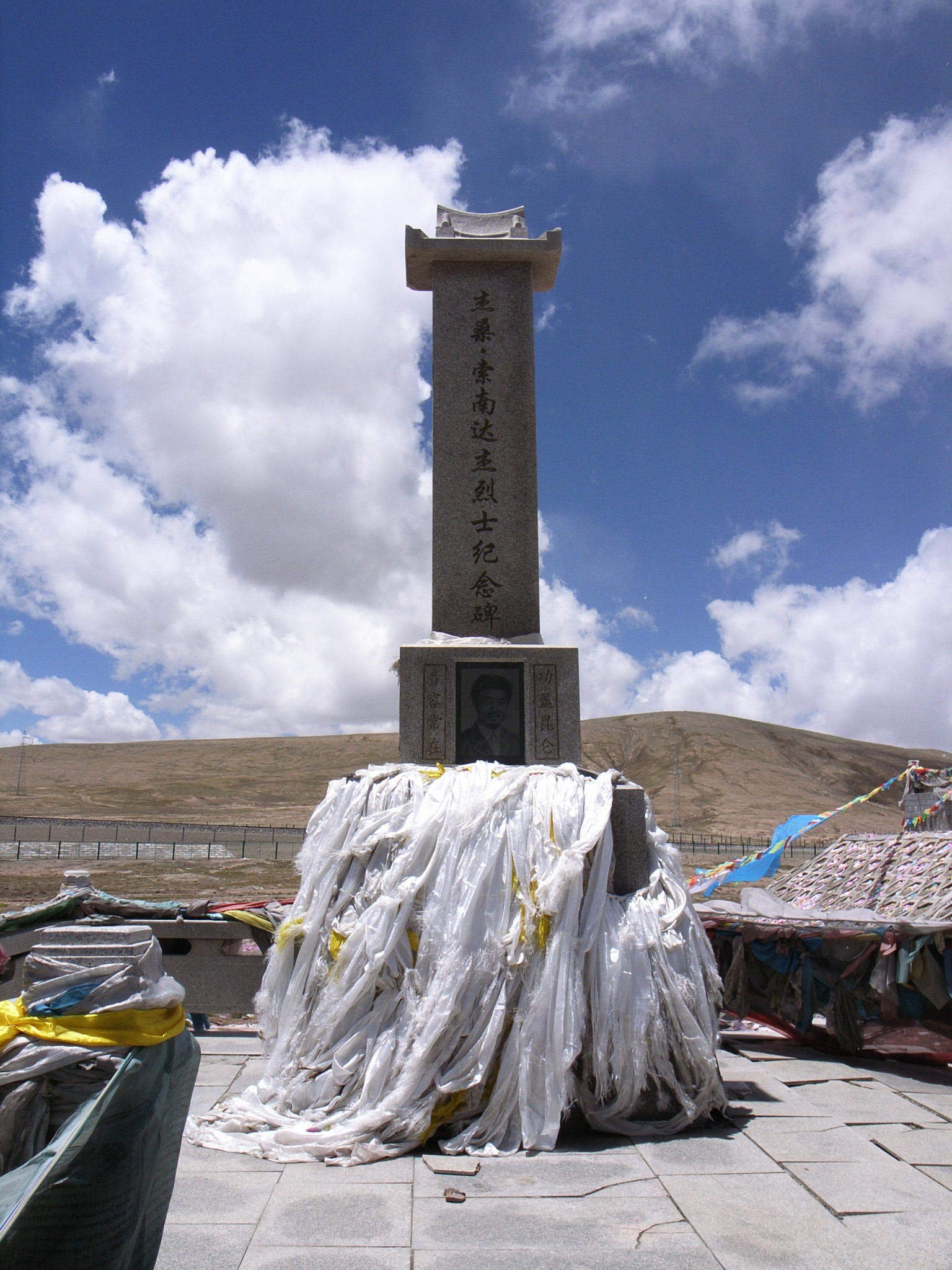
位於崑崙山口的索南達傑紀念碑

1994年1月8日，索南达杰从格尔木出发，第十二次进入可可西里无人区。1月9日-13日，他和秘书哈希·扎西多杰、两位工委工作人员靳炎祖、才扎西，向导韩维林和两名随行司机查获了三起非法盗猎沙狐，查处了两个非法淘金窝点，没收233张沙狐皮和20余张狐狸皮，收缴3支小口径步枪、1支改装的半自动步枪、1支火枪、3600发子弹、以及一些用来捕杀野生动物的毒药，扣留了1辆东风卡车和该车司机。1月16日，索南达杰一行在青海、西藏、新疆三省区交界处的泉水河附近抓获了两批共20名盗猎分子，分别为由青海化隆籍王乙卜拉亥买、韩乙子日带领的8人盗猎团伙和由化隆县人韩忠明、马忠孝、马青元带领的12人盗猎团伙，缴获了5辆汽车和整整两大卡车、1800多张藏羚羊皮，其中12人团伙此前刚在新疆阿尔金山国家级自然保护区内的鲸鱼湖（在可可西里範圍之外）附近的藏羚羊过冬地在九天之內屠杀了1000多只藏羚羊。当晚，其中两名盗猎者有肺水肿和枪伤，此时慢性肠胃炎发作的索南达杰命令哈希·扎西多杰和才扎西连夜把两人送往格尔木治疗。临行前，他用自己較轻巧的79式手枪换下了哈希·扎西多杰的54式手槍，自己则与其他人负责押运剩余的18名盗猎者。
1月18日，索南达杰等人已多日未進食，下午4时许，在太阳湖南岸休整时，密谋策划潜逃的韩忠明、马忠孝、马青元趁索南达杰乘坐的卡车发生爆胎修理之機會發動攻擊並控制所有被扣押的車輛，马成虎与李海青等数人驾车逃窜，马生华與王乙卜則抢夺了工委的手枪與冲锋枪。索南达杰赶到现场后，马忠孝、韩索忙乃、马学平、马黑么上前捆绑索南达杰，索南达杰反抗中将马忠孝当场击毙，将韩索忙乃击伤。韩忠明指挥下令所有人开枪射击，随后韩忠明、马生华、王乙卜拉亥买等人驾驶抢劫的汽车潜逃。次日靳炎祖再回现场时，索南达杰已中彈凍死，后经法医鉴定，索南达杰腹部贯通枪弹创伤造成失血性休克死亡。靳炎祖和其他幸存者试图将索南达杰遗体运出荒漠，但车陷泥河而未果。因通讯不便，治多县公安局22号才接到报案，公安救援人员於25日抵達。
由于交通不便，索南达杰的遺體直到2月9日才運回治多縣，治多縣全城出迎，各家各戶都為索南達傑點酥油燈及誦經。當時正值新春，但治多縣全縣都沒有過節。索南達傑的葬禮於2月12日舉行，根據藏族習俗，人死後一般進行天葬或水葬，但索南達傑進行的是火葬，這是給活佛的特別待遇。 1998年9月，索南达杰的妹妹白玛、妹夫扎巴多杰和西部工委的反盗猎队员们遵照索南达杰的遗愿，将其骨灰分撒在索南达杰生前工作过的可可西里腹地卓乃湖、太阳湖、布喀达坂峰等地。

### 案件侦破
索南達傑遭槍殺之後，玉树州警方迅速成立“1·18”专案组抓捕凶手。主犯马忠孝已被索南达杰击毙，另一位主犯韩忠明则于1995年初再次进入可可西里采金时，在青沙山附近的一条公路被专案组抓获，于同年被法院判处死刑，立即执行。从犯马生华案发8个月后在青海省贵德县被警方抓获，次年被青海省玉树藏族自治州中级人民法院判处有期徒刑20年，服刑13年出狱后到苏州经营一家拉面馆，另外一位从犯王乙卜拉亥买被判处有期徒刑18年。2008年4月29日，其中一名嫌犯韩成英被玉樹警方從無錫押解至西寧。2011年11月20日、23日、29日和12月1日，涉嫌槍殺索南達傑的6名嫌犯韩牙哈羊、韩素忙乃、马成虎、马学平、李海青、彭海云在經過公安机关的多次規勸後陸續到化隆縣公安局自首。另一名逃亡者韩乙子日在逃亡期间病故。截止2011年底，該案還有5名嫌犯在逃。2020年9月，又抓获一人。

## 家庭
索南達傑的妻子多沙才仁，丈夫遇害后當上玉樹州人大代表與黨代會代表，两个儿子均在治多县森林公安分局工作，次子索南旦正在接受媒体采访时表示“会做一些和父亲当年做的一样的工作”。
索南达杰的的妹夫奇卡·扎巴多杰从部队复员后，曾任治多县公安局局长，后擔任玉樹州人大常委会委员兼法制委員會副主任。索南達傑遇害後受其英雄事迹感召而于1995年5月主动辞职以重新组建西部工委，并于同年10月在青藏公路八工区一顶帐篷内成立了一支专职武装反偷猎队伍，命名为野牦牛队。该队人员大多是从社会上招募的退伍军人和待业青年，甚至有被感化的前盗猎人员，但缺乏正规装备，一部分枪缴自犯罪分子。该队从建立到撤并的五年里巡山上百次，抓获盗猎藏羚羊团伙92个，收缴藏羚羊皮八千多张，几乎占青海、西藏、新疆三省区全部藏羚羊反盗猎成绩的一半。但野牦牛队也存在执法不规范、擅自放走抓获的盗猎者、私贩缴获的藏羚羊皮（近7000张藏羚羊皮不知去向）并瓜分赃款、向一些采金者和捕捞卤虫者大肆发放许可证等问题，并因此遭可可西里自然保护区管理处相关领导的举报。8名原“野牦牛队”队员甚至于2001年被格尔木市检察院以涉嫌贪污罪逮捕，這也反映了野牦牛队长期得不到稳定财政支持的事实。由于经费全部来自罚款，偷猎減少時反而使经费来源越少，经常发不出工资，更缺乏巡山经费。扎巴多杰1998年秋在北京多所高校作报告时曾表示由于西部工委“目前西部工委内外共欠款86万元”，被迫卖缴获的藏羚羊皮筹措经费让他“内心很痛苦”。1998年11月8日，扎巴多杰从北京出差返回玉树州的第二天晚上，在家中被一颗七七式手枪子弹近距离击中头部身亡，公安机关调查后认定其为自杀，真正死因至今存疑。扎巴多杰和野牦牛队的事迹被记录在2002年彭辉执导的纪录片《平衡》中。2000年底，西部工委和野牦牛队解散，副科级以上人员回原单位，其余人员并入可可西里国家级自然保护区管理局。
扎巴多杰的两个儿子现供职于可可西里自然保护区管理局，其中一个儿子秋培扎西担任卓乃湖保护站的站长。

## 影响
索南達傑的死震驚了全国各界及輿論，唤醒了中国社会对藏羚羊生存状态的关注。中國政府於1995年批准成立青海省省級「可可西里自然保護區」，並在1997年升格為「青海可可西里国家级自然保护区」。2015年，可可西里被列入中国世界遗产预备名录。2017年7月7日，在联合国教科文组织第41届世界遗产委员会大会上通过终审，列入《世界遗产名录》，成为中国第51项世界遗产。可可西里世界遗产提名地位于玉树藏族自治州治多县、曲麻莱县境内。提名地面积约为370万公顷，缓冲面积为230万公顷，总面积约600万公顷。地域面积涵盖可可西里国家级自然保护区全部、三江源国家级自然保护区索加-曲麻河保护分区一部分。
1994年8月，在长江源探险的杨欣受索南达杰感召，開始參與环保活动。1995年，他發起了“保護長江源，愛我大自然”活動并多次前往可可西里地區進行考察，并于1997年在可可西里建立了一个反盗猎的前沿阵地——索南达杰自然保护站，这也是保护区内第一个自然保护站。他还与奇卡·扎巴多杰連絡，共同討論保育藏羚羊的事宜，並尋求國際援助。截止2011年底，从全国各地赴索南达杰自然保护站义务服务的志愿者累计超过三百人，其中一名志愿者于2002年底牺牲在保护站外10公里处。索南达杰自然保护站是可可西里地區建站最早、名氣最大的的保護站，主要任務是接待遊客與救治藏羚羊。2003年索南达杰保护站从志愿者手中移交给青海可可西里国家级自然保护区管理局。

## 相關作品
- 2005年，中國導演陸川執導的電影《可可西里》，描述1993年到1995年中國官方的藏羚羊保護過程，其中主角日泰便是以索南達傑為原型創作的。[12][32]
- 2010年上海世界博覽會萬科館「尊重‧可能」廳中播放的關於環保的影片中，有片段描述索南達傑在可可西里保衛自然的事蹟。[33]